# Cyrus G. Luce

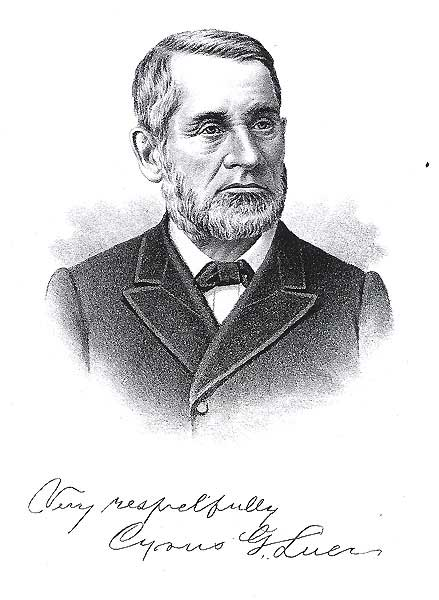
Cyrus G. Luce.

Cyrus Gray Luce, född 2 juli 1824 i Ashtabula County, Ohio, död 18 mars 1905 i Coldwater, Michigan, var en amerikansk politiker. Han var guvernör i delstaten Michigan 1887–1891.
Luce inledde sin politiska karriär som medlem i Whigpartiet i Indiana. Han flyttade 1848 till Michigan och gick 1854 med i Republikanska partiet. Luce gifte sig 1849 med Julia A. Dickinson och äktenskapet varade till hustruns död år 1882. Han gifte om sig 1883 med Mary Thompson.
Republikanerna i Michigan nominerade Luce i guvernörsvalet 1886 och han vann valet mot George L. Yaple med omval mot Wellington R. Burt två år senare. Luce efterträddes 1891 som guvernör av Edwin B. Winans.
Presbyterianen Luce gravsattes på Oak Grove Cemetery i Coldwater. Luce County har fått sitt namn efter Cyrus G. Luce.